# Гастон де Шасслу-Лоба
Гасто́н де Шасслу́-Лоба́ (фр. Gaston de Chasseloup-Laubat) — французький автогонщик.

## Біографія
Народився у французькій аристократичної сім'ї. Одним з його предків був Франсуа де Шасслу-Лоба, наполеонівський генерал.
18 грудня 1898 встановив перший офіційно зареєстрований абсолютний рекорд швидкості — 63,149 км / год на електромобілі конструкції Шарля Жанто на дистанції 1 км, подолавши цю відстань за 57 секунд. Рекорд був встановлений в рамках змагань, організованих французьким журналом «La France Automobile».
Далі через місяць 17 січня 1899 він покращив цей рекорд, досягнувши швидкості в 66,65 км / год і прийшовши першим у серії перегонів, змагаючись проти Каміля Женатці. Хоча через 10 днів Женатці вдалося побити цей його рекорд, коли 4 березня 1899 він зумів добитися швидкості в 92,69 км / ч. У результаті Женатці встановив цей рекорд швидкості 29 квітня 1899 з величиною в 100 км / год і середньою швидкістю в 105 км / год, що було максимумом за останні 3 роки.